# 和歌山県奨学会東京学生寮
和歌山県奨学会東京学生寮（わかやまけんしょうがくかいとうきょうがくせいりょう）は、東京都調布市に位置する男子学生寮およびそれを運営する公益財団法人である。和歌山県出身者のための県人寮である。和歌山県出身者の野村吉三郎（参議院議員在任中）や松下幸之助（現パナソニック創業者）らが、県人の子弟が安心して勉学に励める環境と団体生活を通じて有為な人材を育成するために創設した。

## 概要
- 所在地：東京都調布市佐須町３丁目１６番地２号
  - アクセス：京王線国領駅から徒歩約10分
- 設備：食堂、浴場、図書室、学生個室、共用洗濯場、共用洗面台、共用トイレ
- 経費（2016年11月14日現在）：月総額　約5万円　以下に内訳を示す。
  - 部屋代
    - タイプ1 (約6畳)：27,000円/月
    - タイプ2 (約9畳)：30,000円/月

  - 食費(月から土まで朝夕2食)：18,500円/月
  - 自治会費：400円/月
  - 寮室電気代：各室使用量により算出　(2015年度寮生平均月額2,000円)
  - インターネット利用料（使い放題）：700円/月

- その他　最初だけ必要な費用
  - 入寮金（入寮時のみ）：60,000円
  - 保証金(入寮時のみ) ：30,000円(退寮時返却)
  - インターネット入会金　1,000円

## 沿革
- 1955年11月　法人設立
- 1956年9月　寮居住開始
- 2016年9月　寮創立60周年

## 寮通信
2014年7月5日から寮生および関係者によるリレーブログがホームページにて開始された。

## 受験者宿泊
東京方面の大学を受験あるいはオープンキャンパスに参加する和歌山県出身者に限り1泊2食付き宿泊を受け付けている。

## 年間行事
- 4月：オリエンテーション・対面式・消防訓練・新入寮生歓迎会
- 5月：懇親ハイキング（於 深大寺）
- 6月：寮生個別面談(上期)
- 11月：寮祭
- 12月：自治会役員改選、寮生個別面談(下期)
- 1月：卒寮生追い出しコンパ
- 2月：自治会ツアー

## 課題
- 2014年現在、少子化による入寮者の減少、施設の老朽化などによる問題を抱えている[2][3][4]。